# Formula Tasman 1970
La stagione 1970 della Formula Tasman fu la settima della serie, la prima aperta a vetture di Formula 5000.  Si disputò tra il 3 gennaio e il 22 febbraio, su sette prove. Venne vinta dal pilota neozelandese Graeme Lawrence su Ferrari.

## La pre-stagione

### Calendario
Le gare valide per il campionato sono 7. Il Circuito di Surfers Paradise sostituisce quello di Lakeside.
| Gara | Nome                           | Circuito                     | Giri | Lunghezza           | Data        |
| ---- | ------------------------------ | ---------------------------- | ---- | ------------------- | ----------- |
| 1    | Levin International            | Circuito di Levin            | 63   | 63x1,920=120,96 km  | 3 gennaio   |
| 2    | Gran Premio di Nuova Zelanda   | Circuito di Pukekohe         | 58   | 58x2,816=163,33 km  | 10 gennaio  |
| 3    | Lady Wigram Trophy             | Circuito di Wigram           | 44   | 44x3,680=161,900 km | 17 gennaio  |
| 4    | Teretonga International        | Circuito di Teretonga Park   | 62   | 62x2,575=159,65 km  | 24 gennaio  |
| 5    | Surfers Paradise 100           | Circuito di Surfers Paradise | 50   | 50x3,218=160,9 km   | 8 febbraio  |
| 6    | Warwick Farm International 100 | Circuito di Warwick Farm     | 45   | 45x3,620=160,9 km   | 15 febbraio |
| 7    | Sandown International 100      | Circuito di Sandown          | 56   | 56x3,102=173,712 km | 22 febbraio |

- Con sfondo scuro le gare corse in Australia, con sfondo chiaro quelle corse in Nuova Zelanda.

## Risultati e classifiche

### Gare
| Gara | Circuito         | Tempo     | Velocità    | Pole Position   | GPV             | Vincitore       | Vettura           |
| ---- | ---------------- | --------- | ----------- | --------------- | --------------- | --------------- | ----------------- |
| 1    | Levin            | 50'13"8   | 144,19 km/h | Graeme Lawrence | Graeme Lawrence | Graeme Lawrence | Ferrari           |
| 2    | Pukekohe         | 58'39"9   | 167,08 km/h | Frank Matich    | Frank Matich    | Frank Matich    | McLaren-Chevrolet |
| 3    | Wigram           | 59'54"2   | 162,16 km/h | Frank Matich    | Graham McRae    | Frank Matich    | McLaren-Chevrolet |
| 4    | Teretonga        | 1h03'03"6 | 151,91 km/h | Graham McRae    | Graham McRae    | Graham McRae    | McLaren-Chevrolet |
| 5    | Surfers Paradise | 59'13"2   | 163,01 km/h | Frank Matich    |                 | Graham McRae    | McLaren-Chevrolet |
| 6    | Warwick Farm     | 1h06'46"7 | 144,58 km/h | Graeme Lawrence |                 | Kevin Bartlett  | Mildren-Waggott   |
| 7    | Sandown          | 1h04'06"4 | 162,59 km/h | Neil Allen      |                 | Neil Allen      | McLaren-Chevrolet |

### Classifica piloti
Al vincitore vanno 9 punti, 6 al secondo, 4 al terzo, 3 al quarto, 2 al quinto e 1 al sesto. Non vi sono scarti.
| Punti | 9 | 6 | 4 | 3 | 2 | 1 |

| Pos | Pilota           | LEV | NZL | LWT | TER | SUR | WAR | SAN | Punti |
| --- | ---------------- | --- | --- | --- | --- | --- | --- | --- | ----- |
| 1   | Graeme Lawrence  | 1   | 3   | Rit | 4   | 3   | 3   | 2   | 30    |
| 2   | Frank Matich     | 3   | 1   | 1   | NA  | 4   | Rit | Rit | 25    |
| 3   | Kevin Bartlett   | Rit | 5   | Rit | 5   | 2   | 1   | Rit | 19    |
| 4   | Max Stewart      | 2   | 9   | 3   | Rit | 9   | 2   | 4   | 19    |
| 5   | Graham McRae     | NP  | Rit | Rit | 1   | 1   | Rit | Rit | 18    |
| 6   | Ron Grable       | NP  | 4   | 2   | 2   | 5   | Rit | Rit | 17    |
| 7   | Neil Allen       | ??  | 8   | Rit | NA  | Rit | 4   | 1   | 12    |
| 8   | Mike Goth        | 4   | 7   | 5   | 3   | 8   | 6   | Rit | 10    |
| 9   | Ulf Norinder     | 6   | 6   | Rit | Rit | 6   | 8   | 3   | 7     |
| 10  | Derek Bell       | 9   | 2   | Rit | NPR |     |     |     | 6     |
| 11  | Bill Simpson     | Rit | Rit | 4   | Rit | Rit | Rit | NA  | 3     |
| 12  | Dennis Marwood   | 5   | Rit | Rit | Rit |     |     |     | 2     |
| =   | John Harvey      |     |     |     |     |     | 5   | Rit | 2     |
| =   | Alfredo Costanzo |     |     |     |     |     | Rit | 5   | 2     |
| 15  | Derrick Williams | 10  | 10  | 9   | 6   | 10  | ??  | Rit | 1     |
| =   | Mike Campbell    | Rit | Rit | 6   | NP  | 14  | 10  | Rit | 1     |
| =   | Tony Stewart     |     |     |     |     |     |     | 6   | 1     |
| 16  | Leo Geoghegan    |     |     |     |     | 7   | 7   | Rit | 0     |
| 17  | Ken Smith        | 7   | 13  | 11  | 8   |     |     |     | 0     |
| 18  | Frank Radisich   | 8   | 12  | 13  | 7   |     |     |     | 0     |
| 19  | Bryan Faloon     | Rit | Rit | 7   | 10  |     |     |     | 0     |
| 20  | John Roxburgh    |     |     |     |     |     |     | 7   | 0     |
| 21  | Pierre Phillips  | 12  | 11  | 8   | Rit |     |     |     | 0     |
| 22  | Johnnie Walker   |     |     |     |     |     |     | 8   | 0     |
| 23  | Wayne Murdoch    | NA  | ??  |     | 9   |     |     |     | 0     |
| 24  | Glyn Scott       |     |     |     |     | 11  | 9   | NP  | 0     |
| 25  | D. Eubergang     |     |     |     |     |     |     | 9   | 0     |
| 26  | Graham Becker    | 11  |     | 10  | Rit |     |     |     | 0     |
| 27  | Len Goodwin      |     |     |     |     | 15  | Rit | 10  | 0     |
| 28  | Cary Taylor      |     |     |     | 11  |     |     |     | -     |
| 29  | Peter De Lore    | NA  |     | 12  |     |     |     |     | 0     |
| =   | Ken Goodwin      |     |     |     |     | 12  | Rit | NP  | -     |
| 31  | Col Green        |     |     |     |     | 13  |     | NP  | -     |
| 32  | Bryan Pellow     |     |     | 14  |     |     |     |     | 0     |
|     | Graham Watson    | ??  | NA  | NA  | ??  |     |     |     | -     |
|     | Jim Boyd         |     | ??  |     | NA  |     |     |     | -     |
|     | Geoff Mardon     | Rit | NA  | Rit | Rit |     |     |     | -     |
|     | Kaye Griffiths   | NQ  | Rit | NQ  |     |     |     |     | -     |
|     | Dennis Marwood   |     | Rit | Rit | Rit |     |     |     | -     |
|     | Russell Thomson  |     |     |     | Rit |     |     |     | -     |
|     | Bob Muir         |     |     |     |     | Rit | Rit |     | -     |
|     | Clive Millis     |     |     |     |     |     | Rit |     | -     |
|     | John Harvey      |     |     |     |     |     |     | Rit | -     |
|     | M. Quincey       |     |     |     |     |     |     | Rit | -     |
|     | John McLellan    | NP  |     |     |     |     |     |     | -     |
|     | Jack Oakley      | NP  |     |     |     |     |     |     | -     |
|     | Bob Minogue      |     |     |     |     |     |     | NP  | -     |
|     | Don Fraser       |     |     |     |     |     |     | NP  | -     |
|     | Noel Potts       |     |     |     |     |     |     | NP  | -     |
|     | Peter Hughes     | NA  |     | NA  | NQ  |     |     |     | -     |
|     | Robs Lamplough   | NA  | NA  |     |     |     |     |     | -     |
|     | Roly Levis       | NA  |     |     |     |     |     |     | -     |
|     | Jiggs Alexander  | NA  |     |     |     |     |     |     | -     |
|     | Leo Leonard      | NA  | NA  | NA  |     |     |     |     | -     |
|     | Dexter Dunlop    | NA  | NA  | NA  |     |     |     |     | -     |
|     | Kelvin Cameron   |     | NA  |     |     |     |     |     | -     |
|     | Baron Robertson  |     |     | NA  |     |     |     |     | -     |
| Pos | Pilota           | LEV | NZL | LWT | TER | SUR | WAR | SAN | Punti |

| Colore  | Risultati                                                         |
| ------- | ----------------------------------------------------------------- |
| Oro     | Vincitore                                                         |
| Argento | 2º posto                                                          |
| Bronzo  | 3º posto                                                          |
| Verde   | Finita, a punti                                                   |
| Blu     | Finita, senza punti Finita, non classificato (NC)                 |
| Viola   | Non finita (Rit)                                                  |
| Rosso   | Non qualificato (NQ) Non pre-qualificato (NPQ)                    |
| Nero    | Squalificato (SQ)                                                 |
| Bianco  | Non partito (NP)                                                  |
| Celeste | Disputa solo le prove (SP)                                        |
| Celeste | Iscritto alle prove libere - Terzo pilota (TP) - dal 2003 al 2006 |
| Vuoto   | Non prende parte alle prove (NPR)                                 |
| Vuoto   | Iscritto ma non presente, non arrivato (NA)                       |
| Vuoto   | Ritirato prima dell'evento (WD)                                   |
| Vuoto   | Infortunato (INF)                                                 |
| Vuoto   | Escluso (ES)                                                      |
| Vuoto   | Gara cancellata (C)                                               |